# Castell de Tatzó d'Avall

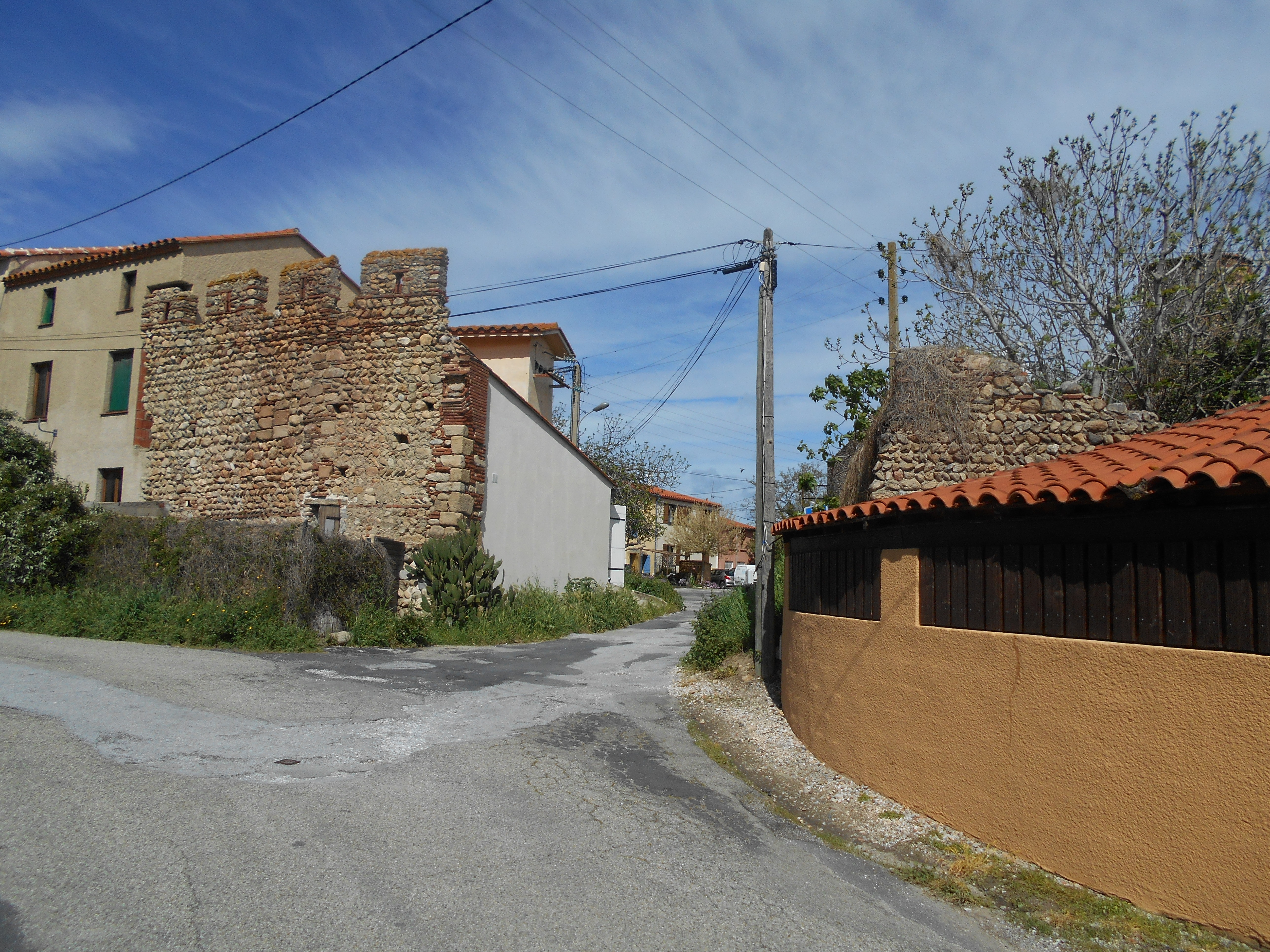
Entrada al poble clos

El Castell de Tatzó d'Avall, és una fortificació situada a un quilòmetre i mig al nord-oest de la població nord-catalana d'Argelers de la Marenda (Rosselló), terme comunal al qual pertany. El castell és l'antic poble en forma de cellera, convertit modernament en centre d'una urbanització que s'ha anat formant en el seu entorn.

## Història

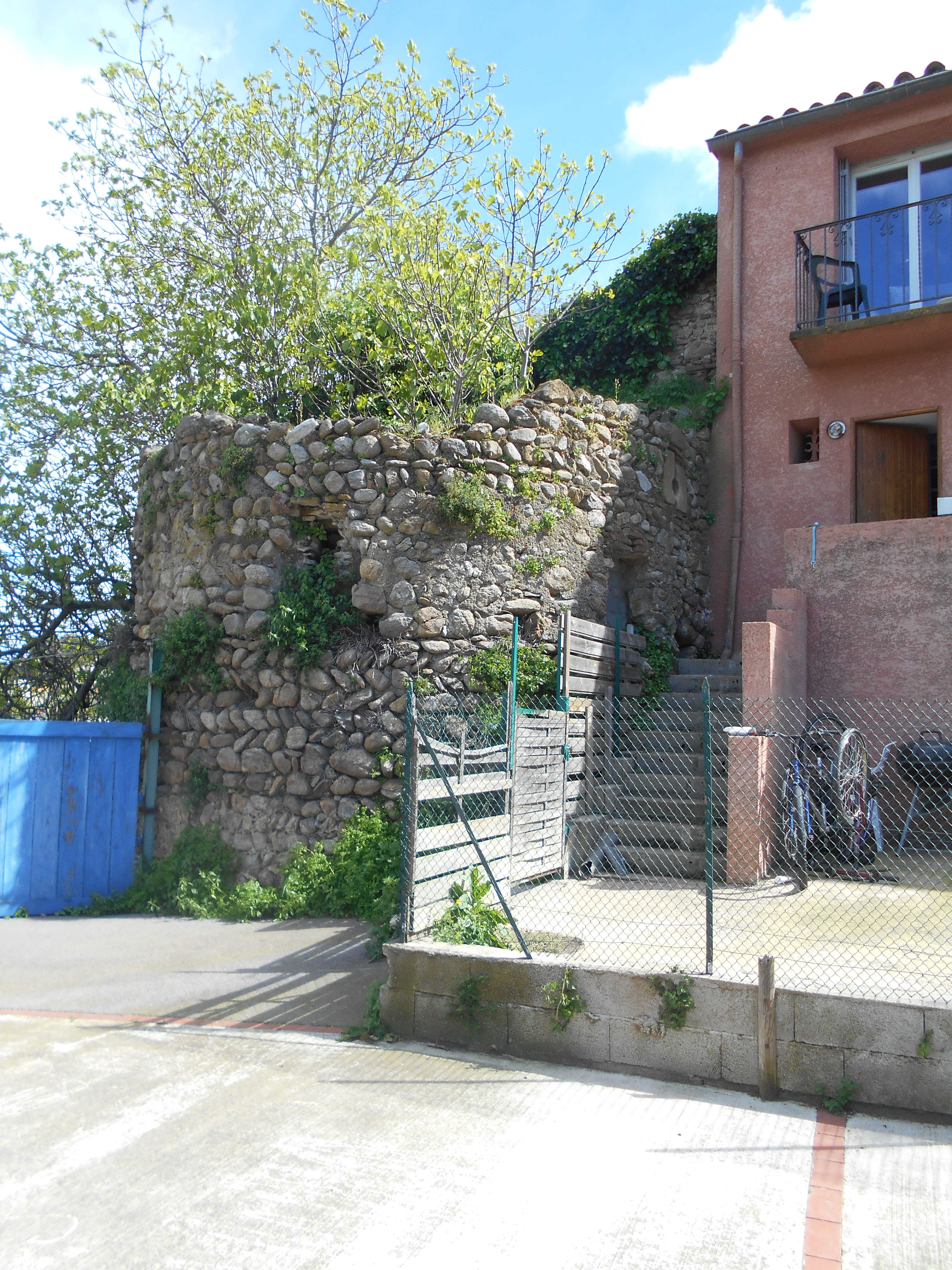
Torre del nord-est del recinte

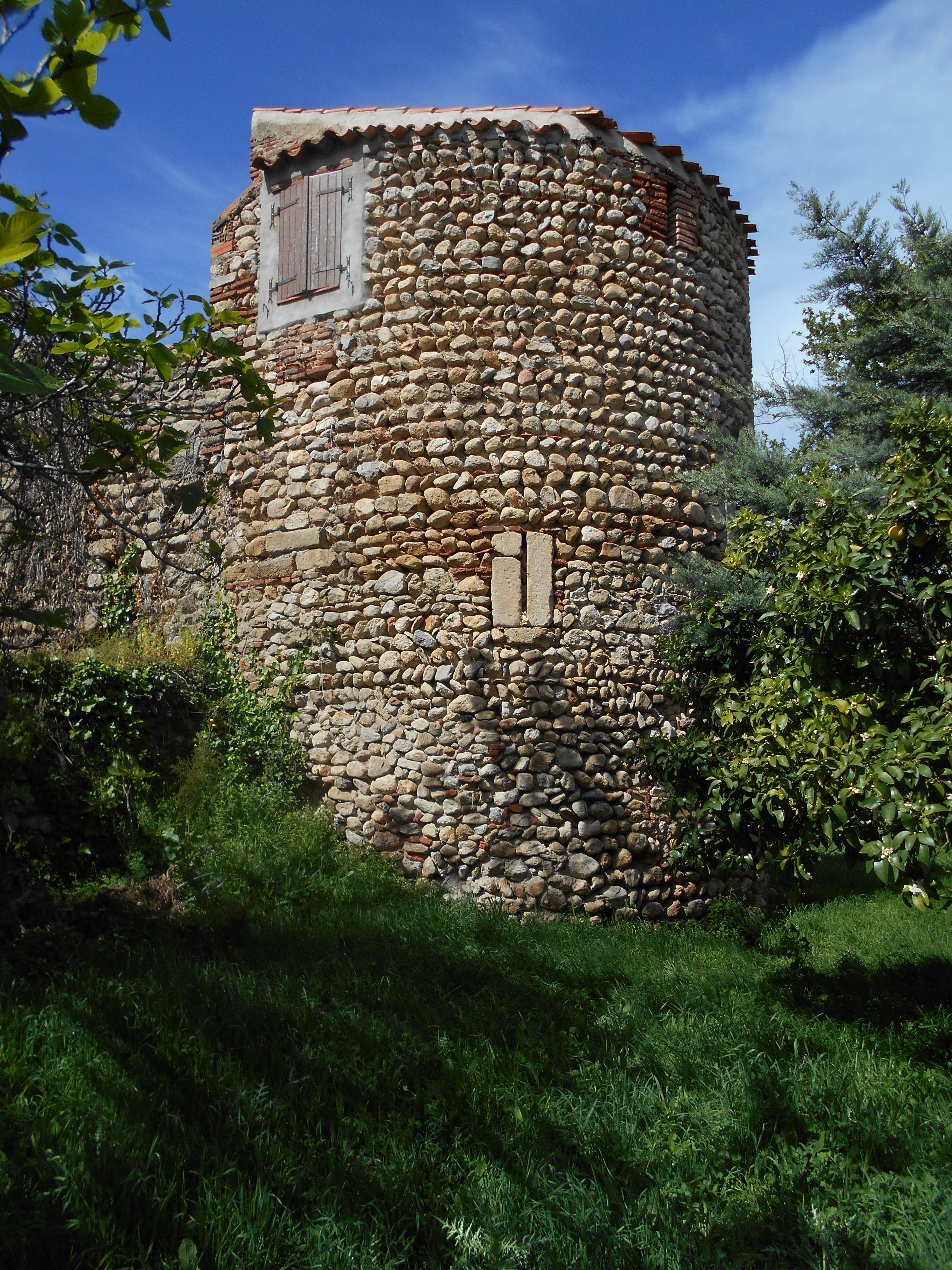
Torre del sud-est del recinte

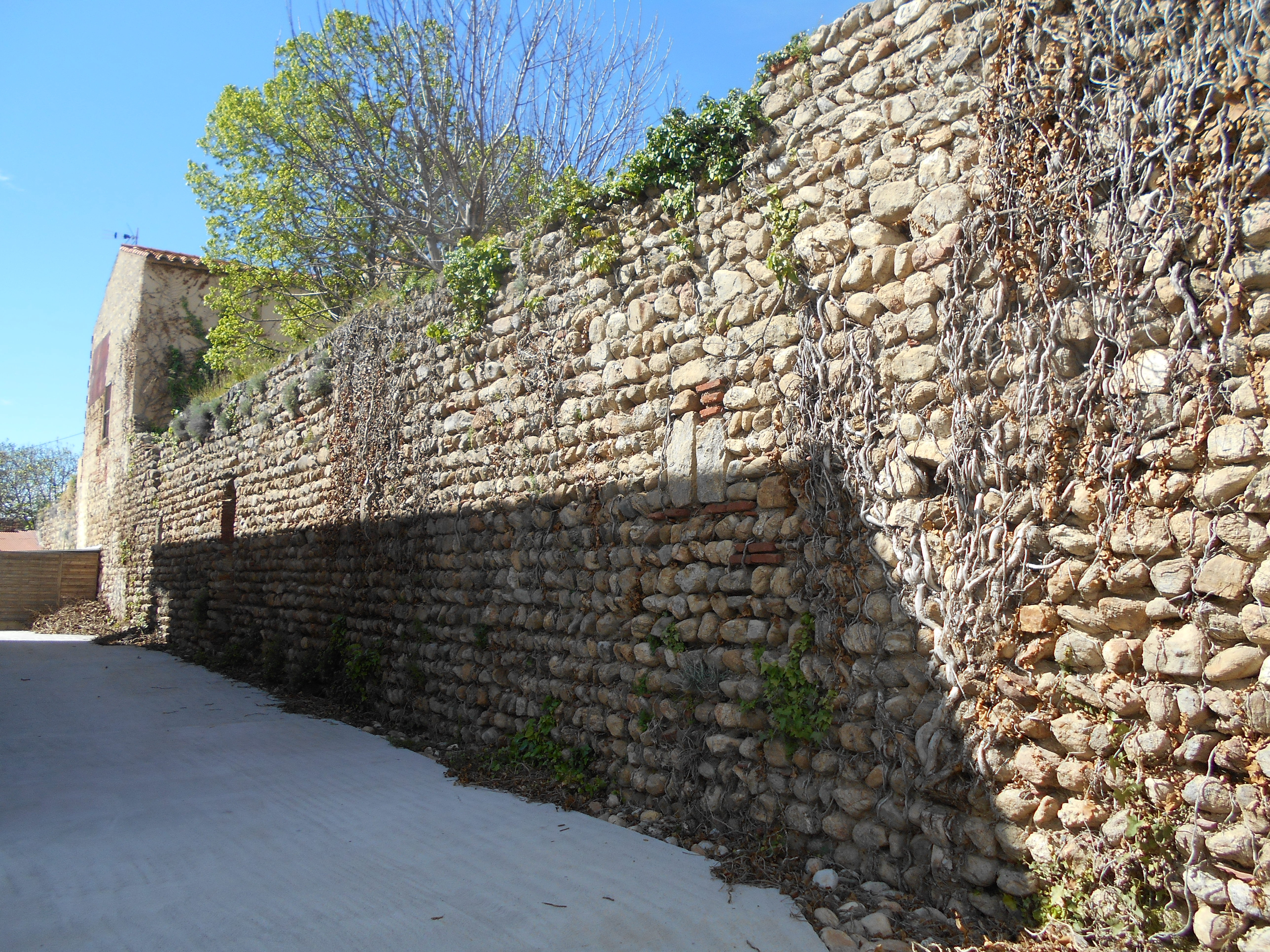
Pany de muralla meridional

El castell és esmentat per primer cop el 1060; en canvi, el topònim Tatzó (fluvium Tacidum) ja ho és el 823.
Fou seu del vescomtat de Rosselló, el primer vescomte documentat és Guillem Adalbert (1013-1052), al qual el substituí el seu fill Udalgar, documentat el 1082, i després dos nets, fills d'Udalgar: Ramon Udalgar (1087-1102) i Hug I (1102-1106). Se n'han conservat, dels dos darrers, els juraments d'homenatge al comte Guislabert II. Els juraments incloïen els castells de Pujols i de Tatzó d'Avall. Hug I llegà el castell a la seva filla única, Jordana, qui es casà amb Bernat Berenguer de Llupià, qui s'intitulà vescomte el 1121. El 1145 Bernat Berenguer i el seu fill Hug entraren en conflicte amb el comte rossellonès Gausfred III i hagueren de deixar en mans del comte el Castell de Pujols. Passà el títol d'Hug II al seu fill Ramon II, el qual reté homenatge al comte de Rosselló Girard II el gener del 1166. És el darrer document on s'esmenta el títol de vescomte de Tatzó. El 1172 hi va haver canvi de dinastia, i el títol caigué en desús: Ramon III de Tatzó, ni els seus successors Ponç, Guillem i Ramon de Tatzó no utilitzaren el títol, només el de senyors de Tatzó.
El 1299 el títol era concedit pel rei Jaume II de Mallorca a Pere Despuig, però els cognominats de Tatzó degueren restar fidels a Pere el Cerimoniós, ja que aquest rei confirmava la senyoria el 1344 a un Ramon de Tatzó. Una filla de Ramon IV de Tatzó, hereva del seu pare, es casà amb un Despuig, de manera que el senyoriu passà definitivament a aquest llinatge. A finals del XIV o començaments de XV, la seva descendent Jaumina Despuig es casà amb Guillem d'Oms, senyor de Calmella. Fins al 1705 continuà en mans dels d'Oms, malgrat una confiscació del 1476, amb posterior restauració, fins que Antoni d'Oms morí en un duel. Aleshores el senyoriu anà a raure dins del domini reial.

## Arquitectura
El castell contenia una cellera, amb l'església parroquial de Sant Martí i la Santa Creu en el centre. Adopta una forma que inicialment devia ser quadrada, i avui dia forma un pentàgon irregular. Fins a finals del segle xii no tenia ni valls ni torres, com diu un document de l'any 1083-1087 que reprodueixen dos més del 1102 i del 1113: in ipsa celera non habeat tors ni vals (en aquesta cellera no hi havia torres ni valls). Tanmateix, ara sí que hi ha les restes d'un vall (a llevant del recinte) i de dues torres cantoneres (al nord-est i al sud-est, la darrera molt sencera), que deuen reflectir una reforma del castell de ben avançat el segle xii, o ja del xiii.
L'aparell dels murs conservats és de còdols disposats en espina de peix. Un talús, possiblement posterior, reforçava la base dels murs. Les espìtlleres de la muralla estan emmarcades en carreus ben tallats.